# Fugue (film)
Pour les articles homonymes, voir Fugue (homonymie).
Pour plus de détails, voir Fiche technique et Distribution.
Fugue est un film dramatique polo-tchéco-suédois réalisé par Agnieszka Smoczyńska, sorti en 2018.

## Fiche technique
- Titre original : Fuga
- Réalisation : Agnieszka Smoczyńska
- Scénario : Gabriela Muskala
- Décors : Jagna Dobesz
- Costumes : Monika Kaleta
- Photographie : Jakub Kijowski
- Montage : Jaroslaw Kaminski
- Musique : Filip Mísek
- Production : Agnieszka Kurzydlo
  - Coproduction : Karla Stojáková et Jonas Kellagher
  - Production exécutive : Kamila Kus
- Sociétés de production : MD4, Common Ground Pictures, Film i Väst et Pictures Gothenburg
- Société de distribution : Arizona Distribution
- Pays d'origine :  Pologne,  République tchèque et  Suède
- Langue originale : polonais
- Format : couleur
- Genre : Drame
- Durée : 100 minutes
- Dates de sortie :
  -  France : 
    - 15 mai 2018 (Cannes)
    - 8 mai 2019 (en salles)

  -  République tchèque :
    - 29 juin 2018 (Karlovy Vary)
    - 6 décembre 2018 (en salles)

  -  Pologne :
    - 31 juillet 2018 (New Horizons)
    - 7 décembre 2018 (en salles)

  -  Suède :
    - 7 novembre 2018 (Stockholm)
    - 8 mars 2019 (en salles)

## Distribution
- Gabriela Muskala : Alicja et Kinga
- Łukasz Simlat : Krzystof
- Małgorzata Buczkowska : Ewa
- Halina Rasiakowna : la mère d'Alicja
- Piotr Skiba : Dr Michal
- Iwo Rajski : Daniel
- Dariusz Chojnacki : Darek
- Zbigniew Walerys : le père

## Distinctions

### Sélections
- Festival de Cannes 2018 : sélection à la Semaine de la critique
- Festival de cinéma européen des Arcs 2018 : sélection en section Focus Pologne

## Accueil

### Critiques
Le film reçoit d'assez bon retours, avec une note moyenne de 3,6/5 sur AlloCiné.
Télérama est conquis par le film : « Cette femme qui remet tout en question par son étrangeté reste une héroïne radicalement forte et poignante ». Première est également assez emballé : « Au-delà de son aspect thriller psy réussi, Fuguevaut pour son portrait de femme libérée des carcans sociaux et familiaux ».